# ناقصة رمادية
ناقصة رمادية (الاسم العلمي:Amorpha incana) هي نوع غير مؤكد من النباتات يتبع جنس الناقصة من الفصيلة البقولية.